# Ibba Laajab
Ibba Laajab (født 21. maj 1985) er en norsk fodboldspiller, som spiller for den japanske fodboldklub Yokohama FC.